# 小行星3659
小行星3659（3659 Bellingshausen）是一颗绕太阳运转的小行星，为主小行星带小行星。该小行星于1969年10月8日发现。

## 轨道参数
小行星3659的轨道半长轴为2.5292243 UA，离心率为0.120。